# Elphos praeumbrata
Elphos praeumbrata là một loài bướm đêm trong họ Geometridae.